# Костёл Сердца Иисуса (Грозный)
Костёл Сердца Иисуса в Грозном был заложен в 1862 году. Здание располагалось на левом берегу Сунжи.

## История
После окончания Кавказской войны в Грозном поселились немецкие колонисты. Российское правительство, заинтересованное в заселении края лояльным населением, предоставило им такую возможность. Проект костёла был разработан в Тифлисе. Строительство обошлось в 4500 рублей. Здание располагалось близ грозненской крепости и госпиталя. Дом ксёндза, капеллана Терской области, стоял неподалёку. Костёл был освящён 22 ноября 1864 года.
Костёл был сначала закрыт властями в начале 1930-х годов, а затем передан республиканскому архиву. В феврале 1995 года здание было разрушено в результате боевых действий.